# Paziols
Paziols là một xã của Pháp, nằm ở tỉnh Aude trong vùng Occitanie. 
Người dân địa phương trong tiếng Pháp gọi là Paziolais.

## Hành chính
| Danh sách các xã trưởng                |           |                        |      |         |
| Giai đoạn                              | Giai đoạn | Tên                    | Đảng | Tư cách |
| 1808                                   | 1815      | Jean-Paul Rolland      |      |         |
| 1816                                   | 1819      | Pierre Sirven          |      |         |
| 1820                                   | 1820      | Joseph Cartade         |      |         |
| 1821                                   | 1825      | Albert Pous            |      |         |
| 1828                                   | 1829      | Joseph Cartade         |      |         |
| 1829                                   | 1833      | Pierre Etienne Gironne |      |         |
| 1833                                   | 1836      | Pierre Sirven          |      |         |
| 1837                                   | 1839      | Pierre Etienne Gironne |      |         |
| 1840                                   | 1840      | Jean Picart            |      |         |
| 1848                                   | 1850      | Jean-Paul Delpey       |      |         |
| 1851                                   | 1851      | Pierre Sirven          |      |         |
| 1852                                   | 1855      | Jean-Pierre Picart     |      |         |
| 1856                                   | 1870      | Jean Cartade           |      |         |
| 1871                                   | 1875      | Pierre Bertrand        |      |         |
| 1876                                   | 1876      | Guillaume Picard       |      |         |
| 1877                                   | 1880      | Jean Cartade           |      |         |
| tháng 3 năm 2001                       | 2014      | Maurice Wynen          |      |         |
| Tất cả các dữ liệu trước đây không rõ. |           |                        |      |         |

## Thông tin nhân khẩu
| 1793 | 1800 | 1806 | 1821 | 1831 | 1836 | 1841 | 1846 | 1851 |
| ---- | ---- | ---- | ---- | ---- | ---- | ---- | ---- | ---- |
| 377  | 410  | 525  | 510  | 535  | 561  | 575  | 609  | 625  |

| 1856 | 1861 | 1866 | 1872 | 1876 | 1881 | 1886 | 1891 | 1896 |
| ---- | ---- | ---- | ---- | ---- | ---- | ---- | ---- | ---- |
| 667  | 707  | 731  | 767  | 825  | 1025 | 980  | 1004 | 936  |

| 1901 | 1906 | 1911 | 1921 | 1926 | 1931 | 1936 | 1946 | 1954 |
| ---- | ---- | ---- | ---- | ---- | ---- | ---- | ---- | ---- |
| 926  | 963  | 943  | 857  | 846  | 869  | 804  | 698  | 711  |

| 1962                                         | 1968 | 1975 | 1982 | 1990 | 1999 | 2005 | - | - |
| -------------------------------------------- | ---- | ---- | ---- | ---- | ---- | ---- | - | - |
| 753                                          | 676  | 601  | 610  | 562  | 512  | 507  | - | - |
| Số liệu kể từ 1962 : dân số không tính trùng |      |      |      |      |      |      |   |   |

Graphique d'évolution de la population 1794-1999